# دوري الدرجة الأولى الأرجنتيني 1912
دوري الدرجة الأولى الأرجنتيني 1912 (بالإسبانية: Campeonato de Primera División 1912)‏ هو الموسم 21 من دوري الدرجة الأولى الأرجنتيني. أقيم خلال الفترة 14 أبريل 1912 وحتى 13 أكتوبر 1912، وأشرف على تنظيمه اتحاد الأرجنتين لكرة القدم، وكان عدد الأندية المشاركة فيه 6، وفاز فيه كيلمس.